# Targon
Targon – miejscowość i gmina we Francji, w regionie Nowa Akwitania, w departamencie Żyronda.
Według danych na rok 1990 gminę zamieszkiwało 1609 osób, a gęstość zaludnienia wynosiła 62 osób/km² (wśród 2290 gmin Akwitanii Targon plasuje się na 261. miejscu pod względem liczby ludności, natomiast pod względem powierzchni na miejscu 350.).